# Lidingö distrikt
Lidingö distrikt är det enda distriktet i Lidingö kommun i Stockholms län. 
Distriktet ligger på Lidingön och kringöar i södra Uppland. 

## Tidigare administrativ tillhörighet
Distriktet inrättades 2016 och utgörs ungefär av socknen Lidingö i Lidingö kommun
Området motsvarar den omfattning Lidingö församling hade 1999/2000. Distriktets omfattning är identiskt med kommunens bortsett från gränsjusteringar som skett efter 2000